# Devastation (videohra)
Devastation je střílečka z pohledu první osoby od amerického vývojářského studia Digitalo Studios, která vyšla v roce 2003.
Hra se odehrává v chudé, dystopické době v blízké budoucnosti, kde proti sobě stojí skupina rebelů proti utlačovatelské, všemocné megakorporaci. Jedná se o akční střílečku vytvořenou na enginu Unreal Engine 2, která se výrazně zaměřuje na týmovou hratelnost v režimu pro jednoho i více hráčů. 

## Příběh
Píše se rok 2075. Namísto zářivé a mírové budoucnosti se lidská civilizace nachází ve stavu zkázy podobné Evropě po druhé světové válce. Zkorumpovaná megakorporace Grathius Inc. ovládá svět silou a pomocí pacifikačních oddílů zabíjí všechny, kdo se jí postaví na odpor.
Hlavním hrdinou hry je Flynn Haskell, vůdce malé skupiny bojovníků, kteří jsou odhodláni zbavit svět společnosti Grathius a jejích ďábelských plánů. Později se hráč setkává s vědkyní Evou, kterou Flynn považuje za nejlepšího pomocníka. Flynn je při jednom průzkumu zajat a odveden do vězení, ale úspěšně uprchne s další členkou odboje jménem Duffy, která mu pomůže v další destinaci Urbie, protože se zná s jejich vůdkyní odboje Tarou.
Hlavní zápletka hry se točí kolem nové technologie vyvinuté společností Grathius, klonování na bázi nanostrojů, která umožňuje korporaci klonovat své padlé vojáky. Toto jí dává nezastavitelnou nesmrtelnou armádu. V průběhu hry hráč cestuje od San Francisca přes Tchaj-wan až po Japonsko, verbuje nové postavy do odboje a zmocňuje se klonovacích zařízení společnosti Grathius pro vlastní potřebu. 

## Hratelnost
Hra nabízí standardní hratelnost srovnatelnou s hrou Unreal 2, protože je založena na herním enginu Unreal 2. Pozoruhodné je, že hru lze hrát v „arkádovém“ nebo „taktickém“ režimu. V arkádovém režimu se be hře odehrává akce podobná mnoha střílečkám, zatímco v taktickém režimu je hratelnost pomalejší a více se podobá taktickým střílečkám, jako je Counter-Strike.
Hra pro jednoho hráče se výrazně zaměřuje na týmovou hratelnost. Hráč může mít za sebou družinu až několika NPC. Každému NPC lze vydat jeden ze 4 rozkazů: zaútočit, bránit se, následovat nebo zastavit. NPC s příkazem zaútočit mohou samostatně projít úroveň od začátku do konce bez jakéhokoli vedení ze strany hráče. Pokud se dostanou příliš daleko před hráče, zastaví se a počkají, až je hráč dožene. V počátečních úrovních hra končí, pokud je zabit kterýkoli člen NPC družstva, ale zdraví se členům poměrně rychle regeneruje, aby tento aspekt hratelnosti nebyl příliš frustrující.
V první třetině hry jsou úrovně lineární a cílem hráče je dostat se ze začátku úrovně na její konec. Zhruba ve třetině hry hráč získá klonovací zařízení, který hráči a jeho členům družstva umožňuje po smrt nekonečný počet obnov. V tomto okamžiku je jediným způsobem, jak „prohrát“, umožnit nepříteli zmocnit se hráčova klonovacího zařízení a zničit ho. Všechny úrovně od tohoto okamžiku jsou založeny na herním stylu „capture the flag“, kdy týmy rebelů a Grathiusu začínají na opačných stranách nelineární úrovně a každý z nich má za úkol se zmocnit klonovacího zařízení toho druhého.
Devastation obsahuje 28 různých zbraní rozdělených do 8 kategorií: zbraně pro boj zblízka, pistole, samopaly, útočné pušky, odstřelovací pušky, zbraně pro podporu družstva a další různé zbraně. 

### Multiplayer
Streetwar
Typ hry Deathmatch, zabij co nejvíce nepřátel v časovém limitu nebo dosáhni limitu zabití dříve než ostatní.
Capture The Flag
Týmy Odporu a Konformistů se utkají o vlajku toho druhého, na mapu lze přidat více než jednu vlajku na tým.
Territories
Cílem v režimu „Territories“ je získat bezpečnostní kódy. Tyto kódy umožní se nabourat do nepřátelských laserových zábran, což pak umožní zničit nepřátelský obnovovací zařízení a efektivně tak porazit nepřátelský tým. 

## Vývoj
Práce na hře začaly brzy po zrušení přídavného balíčku pro Unreal Tournament, který vývojový tým připravoval. Rozhodli se pokračovat v používání Unreal Engine. V roce 2000 začali pracovat na hře Devastation. V průběhu vývoje se engine dočkal mnoha vylepšení, do svého vydání využíval upravenou verzi enginu použitého v Unreal Tournament 2003.
Umělecky se hra inspirovala autory jako William Gibson, Ray Bradbury a George Orwell a také filmovými režiséry, jako jsou Terry Gilliam, Jim Jarmusch, Tom Tykwer, Darren Aronofsky, Alex Proyas, David Fincher a Christopher Nolan. Hra se také inspiruje skutečnými lokacemi a prostředím, přičemž hlavní designér Barry L. Gibbs k tomu poznamenal: „Mám pocit, že mě může ovlivnit, a často mě ovlivňovalo, pouhé vyjití ze dveří nebo jen projíždění ulicí. Když vidím něco, co mě inspiruje, zastavím a vyfotím to“. Práce na hře byly dokončeny na jaře 2003. V Severní Americe byla hra vydána 25. března 2003.
Brzy po vydání hry byl Ryan C. Gordon pověřen portováním dedikovaného serveru i herního klienta na Linux, přičemž první beta verze linuxového klienta byla vydána 1. května 2003. Kvůli uzavření Digitalo Studios byly práce na portu v létě 2003 zastaveny. Linux Installers for Linux Gamers později převzali kód beta verze a vytvořili plnohodnotný instalátor hry spolu se seznamem tří známých chyb portu.